# 迈尔·米哈伊
迈尔·米哈伊（匈牙利語：Mayer Mihály，1933年12月27日—2000年9月4日），匈牙利男子水球运动员。他曾代表匈牙利参加1956年、1960年、1964年和1968年夏季奥林匹克运动会水球比赛，共获得二枚金牌和二枚铜牌。